# آلکسان پوغوسیان
آلکسان آرارتی پوغوسیان (ارمنی: Ալեքսան Արարատի Պողոսյան؛ زادهٔ ۲۸ ژانویهٔ ۱۹۵۷) یک سیاستمدار و اقتصاددان اهل ارمنستان است که از تاریخ ۱۹۹۹ تا تاریخ ۲۰۰۳ سمت نمایندگی دوره دوم مجلس ملی جمهوری ارمنستان را برعهده داشت.

## زندگی‌نامه
در ۲۸ ژانویهٔ ۱۹۵۷ در سوان به دنیا آمد و از دانشگاه اقتصاد پلخانف روسیه فارغ‌التحصیل شد. 

## یادداشت
1. ↑  Մոսկվայի Գ.Պլեխանոսի անվան ժողովրդական տնտեսության պետական ինստիտուտ